# John Ratzenberger
John Dezső Ratzenberger (Bridgeport, Connecticut, 1947. április 6. –) amerikai színész, aki egyike a valaha volt legsikeresebb színészeknek. Ő alakította Cliff Clavin szerepét a Cheers című sorozatban. A Pixar első 22 filmjében szinkronizált különféle szereplőket, pl. Hamm-ot a Toy Storyból vagy Mack-et a Verdákból.

## Élete
1947. április 6-án, húsvét vasárnap a connecticuti Bridgeportban. Szülei Bertha Veronica Ratzenberger és Dezső Alexander Ratzenberger voltak. Anyja a Remington Arms-nál dolgozott, míg apja a Texacónál. Apja osztrák és magyar felmenőkkel rendelkezik, míg anyja lengyel származású. A St. Ann's School, majd a Sacred Heart University tanulója volt. Az 1969-as woodstocki fesztiválon traktoros volt. 1971-ben költözött Londonba, és 10 évig ott maradt.
Karrierje az 1970-es években kezdődött, amikor a "Sal's Meat Market" komédiaduó egyik tagja volt. Első filmes szerepe az 1976-os The Ritz című filmben volt.

## Magánélete
1984. szeptember 9-én házasodott össze Georgia Stiny-vel; 2004-ben elváltak. Két gyerekük van: James John (1987-) és Nina Kathrine (1989-).
2012. november 6-án vette el Julie Blichfeldtet.

## További információ
- Hivatalos oldal
- John Ratzenberger a PORT.hu-n (magyarul)
- John Ratzenberger az Internetes Szinkronadatbázisban (magyarul)
- John Ratzenberger az Internet Movie Database-ben (angolul)
- John Ratzenberger a Rotten Tomatoeson (angolul)